# Willians (cầu thủ bóng đá, sinh 1973)
Willians Bartolomeu dos Santos, còn được gọi là Willians (sinh ngày 20 tháng 4 năm 1973) là một cựu cầu thủ bóng đá người Brasil chơi ở vị trí tiền đạo. Ông từng thi đấu cho nhiều câu lạc bộ tại Việt Nam.